# Dolichoscyta
Dolichoscyta é um gênero de traça pertencente à família Arctiidae.